# XXI Cuerpo de Ejército (Bando republicano)
El XXI Cuerpo de Ejército fue una formación militar perteneciente al Ejército Popular de la República que luchó durante la Guerra Civil Española. Llegó a tomar parte en las campañas de Aragón y Levante.

## Historial
La formación fue creada en septiembre de 1937 —poco después de la batalla de Belchite—, quedando bajo el mando del teniente coronel Segismundo Casado. Durante la segunda quincena de septiembre el XXI Cuerpo de Ejército, con el apoyo de cuarenta tanques, emprendió una ofensiva local en el sector de Zaragoza, pero no logró sus objetivos.
Algunas de sus unidades, como las divisiones 27.ª y 28.ª, tomaron parte en la batalla de Teruel.
Bajo el mando del teniente coronel Juan Perea el XXI Cuerpo de Ejército tuvo una destacada actuación resistiendo ante la ofensiva franquista al sur del Ebro. A finales de marzo de 1938 Perea fue nombrado comandante del Ejército del Este, siendo sustituido por el teniente coronel Manuel Cristóbal Errandonea. Bajo su mando la formación intervino en la campaña de Levante, resistiendo el avance franquista hacia Valencia. A partir de junio de 1938 pasó a depender del Ejército de Levante.

## Mandos
Comandantes
- teniente coronel de caballería Segismundo Casado;[6]
- teniente coronel de infantería Juan Perea Capulino;[7]
- teniente coronel de milicias Manuel Cristóbal Errandonea;[8]
- teniente coronel de infantería Ernesto Güemes Ramos;

Comisarios
- Augusto Vidal Roger, del PSUC;
- Virgilio Llanos Manteca, del PSUC;

Jefes de Estado Mayor
- teniente coronel de Estado Mayor José García Garnero;
- comandante de infantería Aniceto Carvajal Sobrino:
- mayor de milicias Fernando de Buen Lozano;[9]

## Orden de batalla
| Fecha               | Ejército adscrito    | Divisiones integradas         | Frente de batalla |
| Noviembre de 1937   | Ejército de Maniobra | 27.ª, 28.ª y 45.ª             | Aragón            |
| Marzo-abril de 1938 | Ejército de Maniobra | 19.ª, 27.ª y 70.ª             | Aragón            |
| 30 de abril de 1938 | Ejército de Maniobra | 70.ª, 22.ª y 6.ª              | Levante           |
| 12 de mayo de 1938  | Ejército de Maniobra | 22.ª, 14.ª, 25.ª, 70.ª y 47.ª | Levante           |
| 9 de junio de 1938  | Ejército de Maniobra | «E», 52.ª y 19.ª              | Levante           |
| 18 de junio de 1938 | Ejército de Maniobra | 52.ª y 68.ª                   | Levante           |
| 4 de julio de 1938  | Ejército de Levante  | 68.ª, 52.ª y 6.ª              | Levante           |
| Agosto de 1938      | Ejército de Levante  | 15.ª, 50.ª y 10.ª             | Levante           |
| 5 de marzo de 1939  | Ejército de Levante  | 50.ª y 54.ª                   | Levante           |